# Kip Niven
Kip Niven (* 27. Mai 1945 als Clifford W. Niven in Kansas City, Missouri; † 6. Mai 2019 ebenda) war ein US-amerikanischer Schauspieler.

## Leben
Niven wuchs in einem Vorort von Kansas City auf und besuchte die University of Kansas. Seine Karriere als Schauspieler begann er 1971 mit Gastrollen in Fernsehserien wie Owen Marshall und Notruf California. 1973 erhielt er eine Nebenrolle in Calahan. In der Folge spielte er unter anderem in den Katastrophenfilmen Erdbeben, Giganten am Himmel und Die Hindenburg. Gegen Ende der 1970er Jahre begann Niven, wieder verstärkt für das Fernsehen zu arbeiten. Zunächst spielte er zwischen 1979 und 1981 eine wiederkehrende Rolle als Pfarrer Tom Marshall in der Serie Die Waltons. Es folgten Gastrollen in Serien wie Simon & Simon, T. J. Hooker und Knight Rider. Zwischen 1981 und 1985 hatte er eine wiederkehrende Rolle in der Serie Imbiß mit Biß. Bei den Dreharbeiten lernte er die Hauptdarstellerin Linda Lavin kennen, mit der er von 1982 bis 1991 verheiratet war.
Niven spielte daneben auch Theaterrollen, sowohl an regionalen Theatern als auch am Broadway, unter anderem 1988 im Musical Chess von Björn Ulvaeus und Benny Andersson. Ab den 1990er-Jahren stand Niven überwiegend für unbekanntere B-Movies und Independentproduktionen vor der Kamera. Niven starb im Mai 2019 im Alter von 73 Jahren, er war in dritter Ehe verheiratet und hatte drei Kinder.

## Filmografie (Auswahl)
- 1972–1973: Notruf California (Emergency!; Fernsehserie, vier Folgen)
- 1973: Calahan (Magnum Force)
- 1973/1974: Der Chef (Ironside; Fernsehserie, zwei Folgen)
- 1974: Auf eigene Gefahr (Newman’s Law)
- 1974: Erdbeben (Earthquake)
- 1974: Giganten am Himmel (Airport 1975)
- 1975: Die Hindenburg (The Hindenburg)
- 1975: Die knallharten Fünf (S.W.A.T.; Fernsehserie, eine Folge)
- 1976: Schlacht um Midway (Midway)
- 1976: Der scharlachrote Pirat (Swashbuckler)
- 1977: Straße der Verdammnis (Damnation Alley)
- 1978: Feuer aus dem All (A Fire in the Sky; Fernsehfilm)
- 1979–1981: Die Waltons (The Waltons; Fernsehserie, vier Folgen)
- 1980: Rocknacht des Grauens (New Year’s Evil)
- 1980: Barnaby Jones (Fernsehserie, eine Folge)
- 1981–1985: Imbiß mit Biß (Alice; Fernsehserie, sechs Folgen)
- 1982: Hart aber herzlich (Hart to Hart; Fernsehserie, Folge Das Klassentreffen)
- 1982/1983: Simon & Simon (Fernsehserie, zwei Folgen)
- 1985: T. J. Hooker (Fernsehserie, eine Folge)
- 1985: Die Fälle des Harry Fox (Crazy Like a Fox; Fernsehserie, eine Folge)
- 1986: Knight Rider (Fernsehserie, eine Folge)
- 1987: Spenser (Fernsehserie, eine Folge)
- 1990: Liebe, Lüge, Leidenschaft (One Life to Live; Seifenoper)
- 1994: Law & Order (Fernsehserie, eine Folge)
- 2000: Walker, Texas Ranger (Fernsehserie, zwei Folgen)
- 2006: Raising Jeffrey Dahmer
- 2014: Jayhawkers
- 2017: Goodland

## Broadway
- 1988: Chess
- 1991: Nick & Nora